# Axel Cadier
Axel Cadier   (Varberg, 13 de setembre de 1906 - Göteborg, 29 d'octubre de 1974) va ser un lluitador suec, que combinà la lluita lliure i la lluita grecoromana, que va disputar dues edicions dels Jocs Olímpics, el 1932 i 1936. Als Jocs de Los Angeles guanyà la medalla de bronze en la prova del pes mitjà, mentre als Jocs de Berlín guanyà la medalla d'or en el pes semipesant.
També guanyà quatre campionats d'Europa entre 1933 i 1938 i 11 títols nacionals. Entre 1940 i finals de la dècada de 1950 lluita com a professional a Amèrica del Nord i posteriorment exercí d'entrenador.